# 湯聖明
湯聖明（英文：TANG Sing Ming Sherman，1957年-），香港出生，香港飲食業資深企業家，有「飲食大亨」之稱，是資深馬主何壽南的二女婿。

## 生平
1957年出生於香港，祖籍浙江寧波鎮海，父親香港醫學家汤于翰，母親是香港老一輩影后陳雲裳，是家中的幼子。2012年1月，娶企業家何壽南女何明懿為妻。早年於美國成長讀書。獲得南加州大學機電工程學學士、碩士學位。又受父親影響，攻讀醫學，獲得南加大醫學士學位（M.D.）。
回港後卻棄醫從商，開發香港多家餐廳，早先在太古城經營壽司店，後創立惟膳集團任主席、董事長，又經營咖啡廳、酒吧，成為香港「飲食大亨」。步入資訊業，成立諮詢公司，創立First Glory，於2010年2月入股持有万达资讯，成為萬達董事。是香港有线宽频通讯有限公司独立非执行董事。2010年3月，万达资讯委任他任集團主席和行政总裁。又在上海成立恩泽餐饮。

## 來源
1. ↑  . 東方報. 2011年12月20日 (二)  [2015年12月17日]. （原始内容存档于2016年3月5日）.
2. ↑  . 東方報 要聞港聞. 2012年1月16日 (一)  [2015年12月17日]. （原始内容存档于2016年3月5日）.
3. ↑  . 財經要聞. 2005年8月31日  [2015年12月17日]. （原始内容存档于2016年7月1日）.
4. ↑  . 加拿大都市報. 2012-01-16.[永久]
5. ↑  . EACL. （原始内容存档于2016-03-04）.
6. ↑  . 網易財經. 2010-02-11  [2015-12-17]. （原始内容存档于2016-03-05）.
7. ↑  . 新浪財經. 2010年3月9日  [2015年12月17日]. （原始内容存档于2019年8月20日）.